# Žíšov
Žíšov (německy Schischow) je obec v okrese Tábor v Jihočeském kraji. Leží severně od města Veselí nad Lužnicí. Žije v ní 288 obyvatel. Střed obce tvoří selská stavení.

## Název
Název vesnice je odvozen z osobního jména Žíš, což je zkrácenina některého ze jmen Žimunt, Žibřid, Živan apod. V historických pramenech se jméno vesnice objevuje ve tvarech: Žišov (1519), ve vsi Žišově (1541), vsi Zissowa (1600), v Žišově (1654), Zíšov a Zíšová (1654, 1718), Žischow (1789), Žischow a Žissow (1841) a Žišov (1848).

## Historie
První písemná zmínka o vesnici pochází z roku 1519.

## Přírodní poměry
Severovýchodně od vesnice se nachází přírodní památka Doubí u Žíšova. Do katastrálního území vesnice také zasahuje jižní část přírodní rezervace Dráchovské louky.

## Obyvatelstvo
| Rok            | 1869 | 1880 | 1890 | 1900 | 1910 | 1921 | 1930 | 1950 | 1961 | 1970 | 1980 | 1991 | 2001 | 2011 | 2021 |
| -------------- | ---- | ---- | ---- | ---- | ---- | ---- | ---- | ---- | ---- | ---- | ---- | ---- | ---- | ---- | ---- |
| Počet obyvatel | 200  | 206  | 228  | 207  | 250  | 293  | 332  | 268  | 226  | 218  | 185  | 144  | 140  | 221  | 233  |
| Počet domů     | 35   | 35   | 37   | 38   | 42   | 48   | 56   | 63   | 62   | 61   | 60   | 68   | 73   | 81   | 94   |

## Obecní správa
V roce 1869 Žíšov byl jako osada obce k Dráchovu v okrese Třeboň. V letech 1880–1950 byl obcí v okrese Třeboň (1880–1930) a později v okrese Soběslav. V letech 1961–1990 patřil jako část města k Veselí nad Lužnicí a od 24. listopadu 1990 je opět samostatnou obcí.

## Pamětihodnosti
- Pomník padlým v první světové válce na návsi před kaplí[8]

## Hospodářství
V obci je pěstitelská pálenice (ovocný lihovar).